# Ungarisches Mittelgebirge

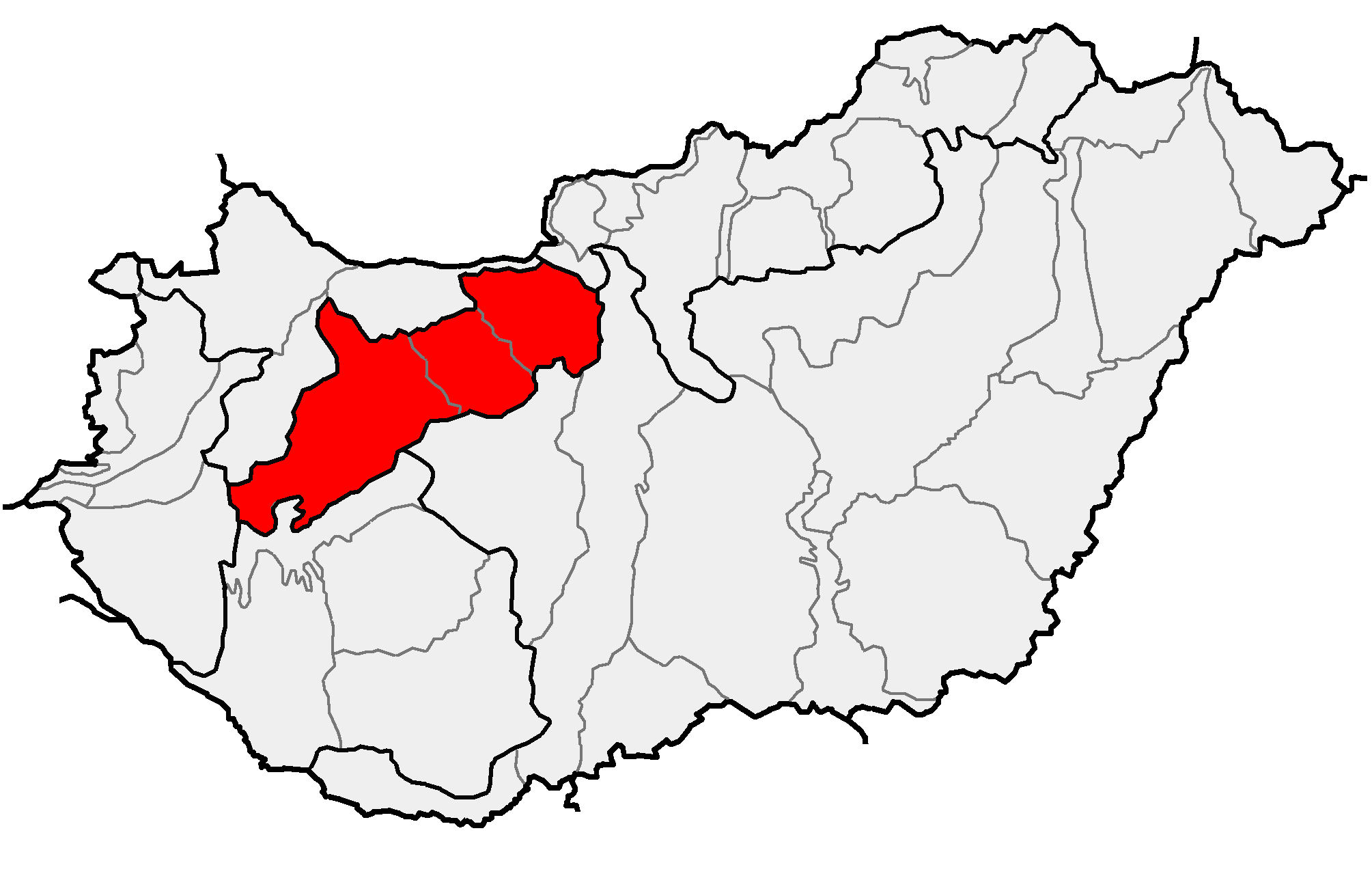
Lage in Ungarn

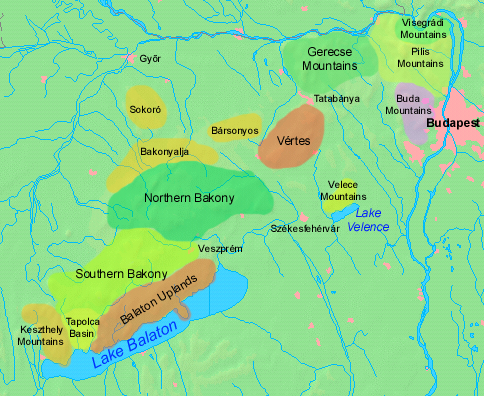
Transdanubisches Mittelgebirge

Das Ungarische Mittelgebirge (ungarische Bezeichnung Dunántúli-középhegység) ist ein Sammelbegriff für die Höhenzüge bis 750 m in Transdanubien, die in Nordost-Südwest-Richtung verlaufend, die Große Ungarische Tiefebene von der Kleinen Ungarischen Tiefebene trennen. 
Am Donauknie bei Visegrád grenzt das Nördliche Ungarische Mittelgebirge als Teil der Inneren Westkarpaten an. Das Visegráder Gebirge, der nordöstlichste morphologische Abschnitt des Transdanubischen Mittelgebirge gehört in geologischer Hinsicht und als Struktureinheit im miozänen Vulkanbogen bereits zum Nördlichen Ungarischen Mittelgebirge.

## Gliederung
Zum Ungarischen Mittelgebirge Transdanubiens zu zählen sind (in Klammern höchste Erhebungen):
- Bakony-Gebirge
  - Északi-Bakony (Nordbakony) (Köris-hegy, 704 m)
    - Bakonyalja
    - Magas- oder Öreg-Bakony
    - Keleti-Bakony (Ostbakony)

  - Déli-Bakony (Südbakony)
- Dunazug-Bergland
  - Budaer Berge (Nagy-Kopasz 559 m)
  - Gerecse-Gebirge (633 m)
  - Pilis (756 m)
- Keszthely-Gebirge (426 m)
- Vértes-Gebirge (Körtvélyes, 480 m)
- Velence-Gebirge (Meleg-hegy, 351 m)

## Gewässer
Südlich des Bakony-Gebirges liegt der Plattensee (Balaton). Östlich davon entwässern die Flüsse Sárvíz und Válivíz nach Süden. Im Westen des Bakony entwässert der Fluss Marcal nach Norden.